# Víctor Janeiro
Víctor Manuel Janeiro Bazán, conocido como Victor Janeiro en los carteles (Ubrique, Cádiz; 5 de abril de 1979), es un torero y personaje mediático español.

## Biografía
Creció en el entorno taurino de su hermano Jesulín de Ubrique, líder del escalafón taurino a mediados de los años 90, siendo habituales sus declaraciones en la prensa rosa en relación con éste. Tomó su alternativa en la feria de Jerez de la Frontera, en la tarde del 15 de mayo de 1999 con Espartaco como padrino y con Francisco Rivera Ordóñez como testigo. Con el surgimiento de los nuevos formatos televisivos del corazón, en los su hermano llena horas de contenido en relación con sus relaciones sentimentales y familiares, se hace frecuente su aparición e intervención en este tipo de programas de audiencias masivas, caracterizándose por su naturalidad y humor gaditano. También ha participado como famoso en programas de telerrealidad como Supervivientes (2005), resultando ganador. Confirmó la alternativa el 1 de abril de 2007 en Las Ventas, siendo su padrino Manuel Amador y Álvaro Justo de testigo, teniendo una carrera como torero discreta e irregular. 
El torero ha participado en otros concursos de televisión como ¡Mira quién baila! (2010) u otros programas de televisión junto a su mujer, como Mujeres y Hombres Oro (2010). En la actualidad continua interviniendo o participando en formatos televisivos como Pesadilla en el Paraíso (2022) del cual salió ganador, siendo la segunda vez que gana un concurso de telerrealidad..

## Vida privada
Hijo de Humberto Janeiro López y María del Carmen Bazán Domínguez, tiene tres hermanos: Humberto Janeiro Bazán, el torero Jesulín de Ubrique y Carmen Janeiro Bazán. Contrajo matrimonio 2 de noviembre de 2013 con la periodista Beatriz Trapote, su pareja desde 2007, en el Cortijo de Fuente Rey, en Medina Sidonia. Tienen tres hijos, Víctor (2014), Oliver (2018) y Brenda (2021).

## Televisión

### Concursos
| Año         | Título                  | Cadena    | Notas          | Duración |
| ----------- | ----------------------- | --------- | -------------- | -------- |
| 2005        | Aventura en África      | Antena 3  | Ganador        | 63 días  |
| 2006 - 2007 | El club de Flo          | La Sexta  | 9.º expulsado  |          |
| 2010        | ¡Mira quien baila!      | La 1      | 3.er finalista |          |
| 2013        | ¡Mira quien salta!      | Telecinco | 3.er finalista |          |
| 2022        | Pesadilla en el paraíso | Telecinco | Ganador        | 119 días |
| 2022        | Déjate querer           | Telecinco | Invitado       |          |

### Programas de televisión
| Año  | Programa               | Canal     | Notas       |
| ---- | ---------------------- | --------- | ----------- |
| 2010 | Mujeres y Hombres Oro  | Telecinco | Invitado    |
| 2013 | Esposados              | Telecinco | Colaborador |
| 2013 | ¡Qué tiempo tan feliz! | Telecinco | Invitado    |
| 2022 | Los miedos de...       | Cuatro    | Invitado    |